# ایشام جی. هریس
ایشام جی. هریس (به انگلیسی: Isham G. Harris) سناتور سابق عضو حزب دموکرات ایالات متحده آمریکا بود. وی در سال ۱۸۷۷ تا ۱۸۹۷ میلادی سناتور ایالت تنسی در سنای ایالات متحده آمریکا بود.